# Comté de Pemiscot
Le comté de Pemiscot, en anglais : Pemiscot County, est un comté du Missouri aux États-Unis. Le siège du comté se situe à Caruthersville. Son nom provient du dialecte amérindien (tribu Fox) Pem-eskaw signifiant chenal. Le comté date de 1851.  Au recensement de 2020, la population était constituée de 15.661 individus. Le comté fait partie de la zone métropolitaine de Kansas City.

## Géographie
Selon le bureau du recensement des États-Unis, le comté totalise une surface 1.327 km² dont 50 km2 d’eau. 

### Comtés voisins
- Comté de New Madrid (au nord)
- Comté de Lake (Tennessee) (au nord-est)
- Comté de Dyer (Tennessee)  (au sud-est)
- Comté de Mississippi (Arkansas)  (au sud)
- Comté de Dunklin (à l'ouest)

### Routes principales
- Interstate 55
- Interstate 155
- U.S. Route 412
- Missouri Route 84
- Missouri Route 164

## Démographie
Selon le recensement de 2000, sur les 20 047 habitants, on retrouvait 7 855 ménages et 5 317 familles dans le comté. La densité de population était de 16 habitants par km² et la densité d’habitations (8 793 au total)  était de 7 habitations par km². La population était composée de 71,76 % de blancs, de 26,23 %  d’afro-américains, de 0,25 % d’amérindiens et de 0,27 % d’asiatiques.
33,60 % des ménages avaient des enfants de moins de 18 ans, 45,0 % étaient des couples mariés. 30,0 % de la population avait moins de 18 ans, 9,1 % entre 18 et 24 ans, 25,0 % entre 25 et 44 ans, 21,1 % entre 45 et 64 ans et 14,8 % au-dessus de 65 ans. L’âge moyen était de 34 ans. La proportion de femmes était de 100 pour 88,5 hommes.
Le revenu moyen d’un ménage était de 21 911 dollars.

## Villes et cités
| - Braggadocio - Bragg City - Caruthersville - Cooter | - Deering - Gobler - Hayti - Hayti Heights | - Hayward - Holland - Homestown - North Wardell | - Pascola - Peach Orchard - Steele - Wardell |